# 胡尔·侯赛
胡尔·侯赛（英語：Huell Burnley Howser，1945年10月18日—2013年1月7日）是一位美国的电视人、演员、制片人、作家、歌手、配音演员，以参与《California's Gold》的主持、制片、写作工作而闻名。他还主持过KCET为加利福尼亚州PBS出品的个人秀，以对历史、文化、加州人的理解领悟著称。此外，他还在2011年《小熊維尼大電影》中为Backson配音。